# Tipula (Lunatipula) bispina
Tipula (Lunatipula) bispina is een tweevleugelige uit de familie langpootmuggen (Tipulidae). De soort komt voor in het Palearctisch gebied.